# Maximiliane Rall
Maximiliane Rall (* 18. November 1993 in Rottweil) ist eine deutsche Fußballspielerin. Sie steht seit Januar 2025 beim VfB Stuttgart unter Vertrag.

## Karriere

### Vereine

#### Jugend und Wechsel zum VfL Sindelfingen
Rall begann das Fußballspielen im Alter von fünf Jahren beim VfB Bösingen. Im Sommer 2009 wechselte sie gemeinsam mit ihrer Mannschaftskameradin Natalie Hezel in die B-Jugend des VfL Sindelfingen. Dort rückte sie im Sommer 2010 in die erste Mannschaft des VfL Sindelfingen auf.
Ihr Debüt in der 2. Bundesliga Süd gab sie am 15. August 2010 gegen den 1. FC Köln. Nach zwei Spielzeiten und 27 Einsätzen gewann sie in der Saison 2011/12 mit ihrem Team die Meisterschaft in der 2. Bundesliga Süd. Am 2. September 2012 feierte sie ihr Bundesliga-Debüt für den VfL bei einer 1:9-Niederlage gegen den 1. FFC Turbine Potsdam. Nach 61 Spielen für den VfL Sindelfingen verließ sie den Verein und ging nach Marokko. 

#### TSG 1899 Hoffenheim
Nach drei Monaten in Marokko kehrte Rall nach Deutschland zurück und wechselte im Februar 2015 zur TSG 1899 Hoffenheim, wo die Abwehrspielerin zunächst in der zweiten Mannschaft eingesetzt wurde und dann 2017 den Sprung in den Bundesliga-Kader schaffte.

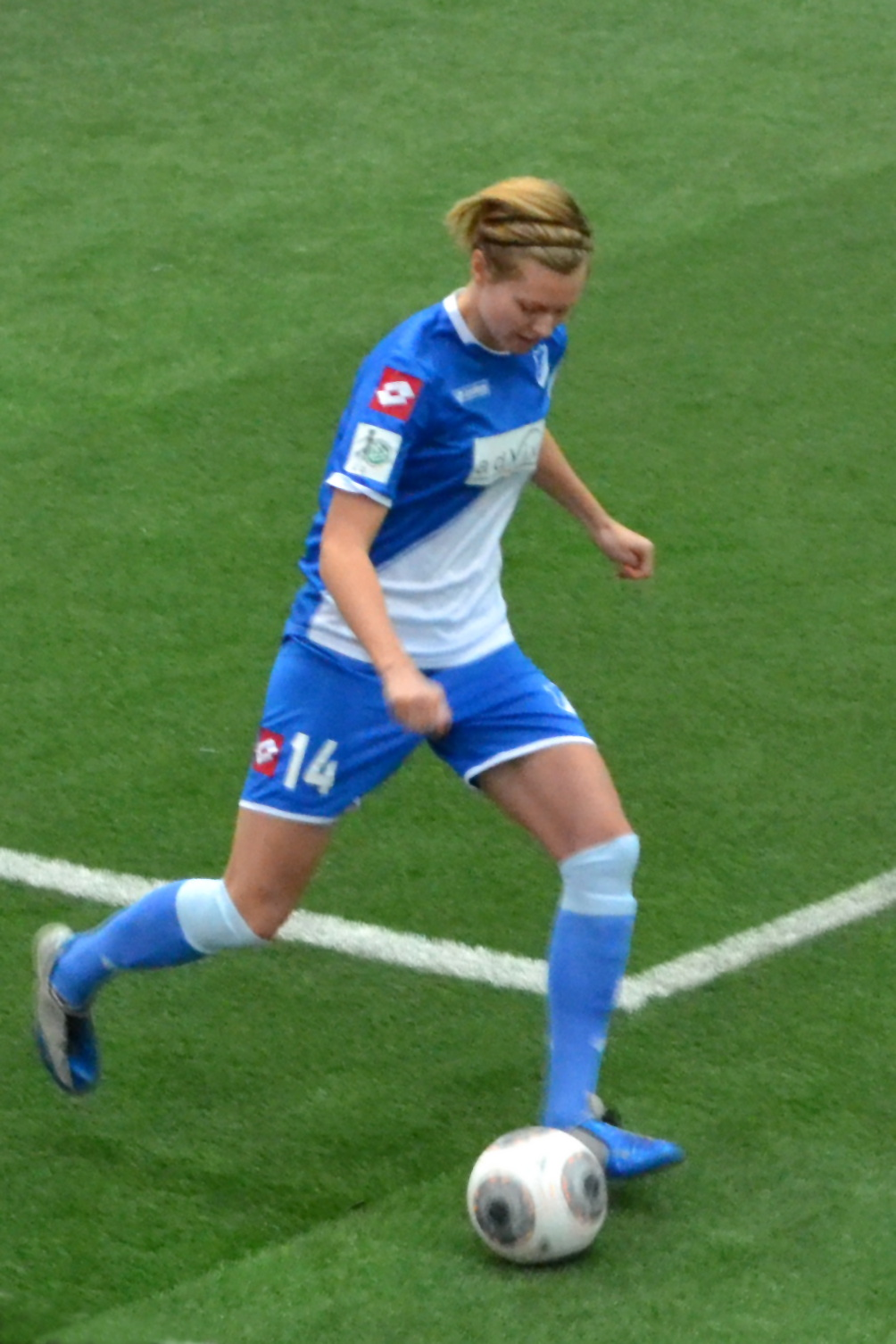
Im Trikot der TSG Hoffenheim (2016)

#### FC Bayern München
Zur Saison 2021/22 wurde Rall vom FC Bayern München verpflichtet.
Beim FC Bayern München wechselte sie von der Außenverteidigung ins Mittelfeld und entwickelte sich zu einer torgefährlichen Spielerin. In ihrer ersten Saison wurde sie mit 10 Treffern zweitbeste Torjägerin des Vereins. Rall war in dieser Saison Stammspielerin, Bayern beendete die Bundesliga hinter dem Deutschen Meister VfL Wolfsburg auf dem zweiten Platz. In der Saison 2022/23 holte sie sich mit der Mannschaft die Deutsche Meisterschaft. Sie verließ auf eigenen Wunsch den FC Bayern München, um in die Vereinigten Staaten zu wechseln. Der Bitte nach vorzeitiger Vertragsauflösung kam ihr Verein nach. Sie bestritt 60 Pflichtspiele für die Münchnerinnen.

#### Chicago Red Stars
Am 22. Januar 2024 wurde ihre Verpflichtung auf der Website des US-amerikanischen Erstligisten Chicago Red Stars öffentlich.

#### VfB Stuttgart
Im Januar 2025 kehrte sie nach Deutschland zurück und unterschrieb einen Vertrag mit dem in der drittklassigen Regionalliga Süd spielenden VfB Stuttgart.

### Nationalmannschaft
Ihr Debüt für die A-Nationalmannschaft gab sie am 10. November 2018 in Osnabrück beim 5:2-Sieg im Testspiel gegen die Nationalmannschaft Italiens. Von den (bisher) 9 absolvierten Länderspielen gewann sie mit der Mannschaft 3 Länderspiele (bei 3 Unentschieden und 3 Niederlagen).

## Sonstiges
Nach ihrem Weggang aus Sindelfingen arbeitete Rall für drei Monate in Marokko. 2014 hat sie ihr Abitur am Sozialwissenschaftlichen Gymnasium der Oswald-von-Nell-Breuning-Schule Rottweil bestanden. Sie studiert seit April 2015 an der Ruprecht-Karls-Universität Heidelberg Geschichte.

## Erfolge
- Deutscher Meister 2023, 2024 (mit dem FC Bayern München)